# Instrumentationsforstærker
 For alternative betydninger, se IA.
En instrumentationsforstærker (IA fra eng. Instrumentation Amplifier) er en type af differensforstærker, som er blevet udstyret med input-buffere, der eliminerer behovet for input-impedans justering og derfor gør forstærkeren bedre egnet til brug ved måling og i testudstyr. Yderligere egenskaber omfatter meget lav jævnstrøms offset, lav drift, lav støj, meget høj uimodkoblet forstærkning, meget høj common-mode rejection ratio – og meget høje input-impedanser. Instrumentationsforstærkere anvendes hvor der er brug for både korttids og langtids nøjagtighed og stabilitet af kredsløb.
Selvom instrumentationsforstærkeren sædvanligvis diagrammæssigt vises som et standard operationsforstærkersymbol, består en instrumentationsforstærker næsten altid internt af flere operationsforstærkere. Instrumentationsforstærkeren har høj impedans på hver input (+,−) og ekstern negativ tilbagekobling er ikke nødvendig. Ydermere ville negativ tilbagekobling ødelægge den høje impedans for den inverterende indgang.

## Valg af design

### 3 operationsforstærker type
De fleste instrumentationsforstærker består næsten altid internt af 3 operationsforstærkere. Disse er placeret så der er en operationsforstærker som buffer hver input (+,−), og en som producerer den ønskede output med tilstrækkelig intern impedans matching til funktionen.

Det mest almindelige instrumentationsforstærker diagram vises i illustrationen. Kredsløbets forstærkningen er givet ved
{\displaystyle {\frac {U_{\mathrm {a} }}{U_{2}-U_{1}}}=\left(1+{2R \over R_{\mathrm {gain} }}\right){R_{3} \over R_{2}}}
Forstærkeren til højre sammen med resistorene mærket med {\displaystyle R_{\text{2}}} og {\displaystyle R_{\text{3}}} er bare en standard differensforstærkerkredsløb, med forstærkning = {\displaystyle R_{\text{3}}/R_{\text{2}}} og differens input resistans = 2·{\displaystyle R_{\text{2}}}. De to forstærkere til venstre er bufferne. Med {\displaystyle R_{\text{gain}}} fjernet (åbent kredsløb), er de simple en gangsbuffere; kredsløbet vil virke i denne tilstand, med forstærkning lig med {\displaystyle R_{\text{3}}/R_{\text{2}}} og høj input-impedans pga. bufferne. Buffer forstærkningen kan øges ved at sætte en resistor mellem buffer inverterende inputs og jord for at shunte noget at den negative tilbagekobling væk; men en enkelt resistor {\displaystyle R_{\text{gain}}} mellem de to inverterende inputs er en meget mere elegant løsningsmetode: den øger buffer-parrets differens-mode forstærkning, men efterlader common-mode forstærkningen lig 1. Dette øger kredsløbets common-mode rejection ratio (CMRR) og tillader bufferne at kunne håndtere meget større common-mode signaler uden klipning som ellers ville være tilfældet hvis de var separate og havde samme forstærkning.
En anden fordel ved løsningsmetoden er at forstærkningen bestemmes af en enkelt resistor i stedet for to, hvilket undgår en resistor-matching problem (selvom de to {\displaystyle R}s skal matches). En samling af omskifterstyrede resistorer eller et potentiometer kan anvendes til at yde en simpel {\displaystyle R_{\text{gain}}} ændring, uden kompleksiteten med at skulle omskifte matchede par af resistorer.

### 2 operationsforstærker type
En instrumentationsforstærker kan også bygges med 2 operationsforstærkere for at spare udgifter og øge CMRR, men forstærkningen skal være højere end 2 (+6 dB).

### Diskret opbygget kontra integreret kredsløb
Instrumentationsforstærkere kan bygges af diskrete operationsforstærkere og precisionsresistorer, men er også tilgængelige som integrerede kredsløb fra adskillige producenter (inklusiv Texas Instruments, National Semiconductor, Analog Devices, Linear Technology og Maxim Integrated Products). En IC instrumentationsforstærker indeholder typisk laser-trimmede resistorer, og yder derfor en god common-mode afvisning. Eksempler omfatter AD620, MAX4194, LT1167 og INA128.

### "Indirect Current-feedback Architecture"
Instrumentationsforstærkere kan også designes ved at anvende "Indirect Current-feedback Architecture", hvilket udvider det brugbare spændingsområde til kun at have negativ spændingsforsyning – og i nogle tilfælde kun positiv spændingsforsyning (og nul). Dette kan være nyttigt hvor kun én forsyningsspænding er tilgængelig. Eksempler på dele som anvender denne arkitektur er MAX4208/MAX4209 og AD8129/AD8130.

### Modkoblingsfri instrumentationsforstærker
Modkoblingsfri instrumentationsforstærkere er en højimpedans input differensforstærker designet uden eksternt tilbagekoblingskredsløb. Dette tillader reduktion i antallet af forstærkere (en i stedet for tre), reducerer støj (ingen termisk støj kommer fra tilbagekoblingsresistorene) og øget båndbredde (ingen frequens kompensering er nødvendig). Designet af sådanne forstærkere behandles her.

### Nul drift
Chopper stabiliseret (eller nul drift) instrumentationsforstærkere såsom LTC2053
anvender en omskiftet input front end for at eliminere DC offset fejl og drift.